# 嵩州 (金朝)
嵩州，金朝设置的州。
天德三年（1151年），改顺州置，治所在伊阳县（今河南省嵩县）。辖境约当今河南省嵩县、洛宁和宜阳县西部地。属南京路。元朝至元三年（1266年），废州治伊阳县入州。属南阳府。明朝洪武二年（1369年），降为嵩县。 